# Aeroporto di Ul'janovsk-Vostočnyj
L'aeroporto di Ul'janovsk-Vostočnyj è un aeroporto internazionale situato a 28 km a nord-est della città di Ul'janovsk, nella Russia europea.

## Storia
- 1983 - inaugurazione della pista di 5.100 m all'aeroporto di Ul'janovsk-Vostočnyj.
- 30 ottobre 1985 - il primo Antonov An-124 prodotto dalla Aviastar decolla dalla pista aeroportuale.
- 17 agosto 1990 - il primo Tupolev Tu-204 prodotto dalla Aviastar decolla dalla pista aeroportuale.
- 26 novembre 1991 - l'aeroporto diventa uno scalo internazionale.
- 30 aprile 1994 - l'aeroporto diventa uno scalo civile con la possibilità di effettuare voli di linea passeggeri.
- 1994 - certificazione dell'aeroporto per la manutenzione dei seguenti tipi di aereo: Boeing 747, Boeing 737, Airbus A310.
- 1998 - creazione della compagnia aerea russa Aviastar-Tu Airline e della società Aeroporto di Ul'janovsk-Vostočnyj S.p.a. sulla base della Aviastar.
- 26 giugno 1998 - certificazione del Terminal Passeggeri dell'aeroporto per voli di linea internazionali.[1]
- febbraio 2012 - la NATO, la compagnia aerea russa Volga-Dnepr e le Ferrovie russe hanno firmato l'accordo per l'utilizzo dell'aeroporto di Ul'janovsk-Vostočnyj come base intermodale per l'uscita del contingente International Security Assistance Force dall'Afghanistan. In particolare l'aeroporto Vostočnyj è stato scelto per la flotta degli aerei cargo della russa Volga-Dnepr che si basa nello scalo e l'hub intermodale delle Ferrovie russe che permette il transito veloce da Ul'janovsk verso le basi NATO nei paesi baltici.[2]

## Strategia
L'aeroporto di Ul'janovsk-Vostočnyj è un aeroporto internazionale e l'hub principale per le compagnie aeree cargo russe Volga-Dnepr e Air Company Polet.

## Posizione geografica
L'aeroporto si trova a 885 km da Mosca, a 1135 km da Ekaterinburg, a 725 km da Ufa, a 838 km da Volgograd. L'aeroporto occupa una posizione strategica sulle rotte transcontinentali transiberiane n. 2 e n. 3.

## Dati tecnici
L'Aeroporto di Ul'janovsk-Vostočnyj dispone di una pista attiva di cemento armato di classe A di 5.100 m х 106 m senza limiti di peso massimo al decollo. La pista aeroportuale è aperta 24 ore al giorno ed è stata attrezzata per l'atterraggio/decollo di tutti i tipi di aereo, compresi gli aerei cargo sovietico-russi Antonov An-124.
La capacità del Terminal Cargo dell'aeroporto permette di elaborare 150 t di merce al giorno. All'aeroporto arriva la linea ferroviaria che permette di gestire con efficienza il trasporto intermodale aereo-ferrovia; inoltre nelle immediate vicinanze dell'aeroporto si trova un porto navale sul fiume Volga.

## Collegamento con Ul'janovsk
Il Terminal aeroportuale è facilmente raggiungibile dal centro cittadino con la linea n. 330 del servizio pubblico urbano, con tempo di percorrenza di circa 60 minuti in coincidenza con i principali voli di linea e charter.

## Incidenti
- Il 15 aprile 2011 un Airbus A320 della russa Avia Nova ha effettuato un atterraggio d'emergenza all'aeroporto Vostočnyj con 136 persone a bordo. L'aereo è decollato per l'aeroporto di Soči-Adler il venerdì mattina alle ore 09:00 (ora locale), ma a seguito di blocco degli alettoni è stato costretto a rientrare all'aeroporto di partenza. Il portavoce della compagnia aerea Aleksej Krasnov ha comunicato infine che il problema tecnico non influenzava la sicurezza dei passeggeri, ma l'Ente dell'Aviazione Civile Russa ha comunque creato una commissione d'indagine sulle cause dell'incidente, in cui comunque nessuno è rimasto ferito.[5]